# موش سانتاکروز
موش سانتاکروز (نام علمی: Peromyscus sejugis) نام یک گونه از سرده موش‌های آهویی است.